# Falcon 9 Block 5
Falcon 9 Full Thrust Block 5 являє собою остаточну версію частково багаторазової ракети Falcon 9, що виробляється компанією SpaceX. В разі повернення першого ступеня, ракету-носій можна віднести до середнього класу. Зміни попередньої версії Full Thrust (Block 3) здійснювалися поступово, із кількома запусками перехідної версії ракети — Block 4.

## Історія
17 лютого 2017 року президент та головний операційний директор американської компанії SpaceX Гвен Шотуелл заявила, що Block 5 буде оснащений відповідно до вимог контрактів, що підписані між SpaceX і НАСА щодо програми Commercial Crew Development.
Стало відомо, що Block 5 отримає двигуни зі збільшеною тягою та ще стійкіше термопокриття. Також буде присутня велика кількість дрібних поліпшень («сто змін»), спрямованих на спрощення процесу відновлення першого ступеня ракети та його подальшого (багаторазового) використання.
У SpaceX на полігоні McGregor у Техасі існує три випробувальних стенди для двигунів: для Raptor, для двигунів другого ступеня, та для удосконалення Merlin 1D+. Саме на останньому 5 листопада 2017 року під час проведення тестування двигуна для Block 5 стався вибух. Це відбулося, коли у двигун подавали рідкий кисень для виявлення можливих місць незапланованого витоку. Було зруйновано дві секції випробувального стенда, на ремонт потрібен місяць.
З точки зору загальної вартості ракети вартість першого ступеню становить 60 %, другого — 20 %, обтічника КВ — 10 %. Решта — витрати, пов'язані із запуском (паливо — $300-500 тис.).
7 лютого 2018 року після тестового польоту Falcon Heavy з особистою Tesla Roadster Ілона Маска на борту голова SpaceX повідомив, що більше не планує здійснювати вищезазначеною ракетою пілотованих місій. Замість цього ПКК Dragon 2 буде запускатися Block 5.
Щоб НАСА допустило ракету до запуску людей, вона повинна була здійснити, як мінімум, сім вдалих звичайних польотів. З першою безпілотною місією до МКС, що відбулася 8 березня 2019 року (SpaceX DM-1), була запущена повністю оновлена Block 5 (із новими COPVs), і розпочався відлік. А вже 30 травня 2020 року під час SpaceX DM-2 перші два астронавти полетіли у космос.

## Особливості Block 5

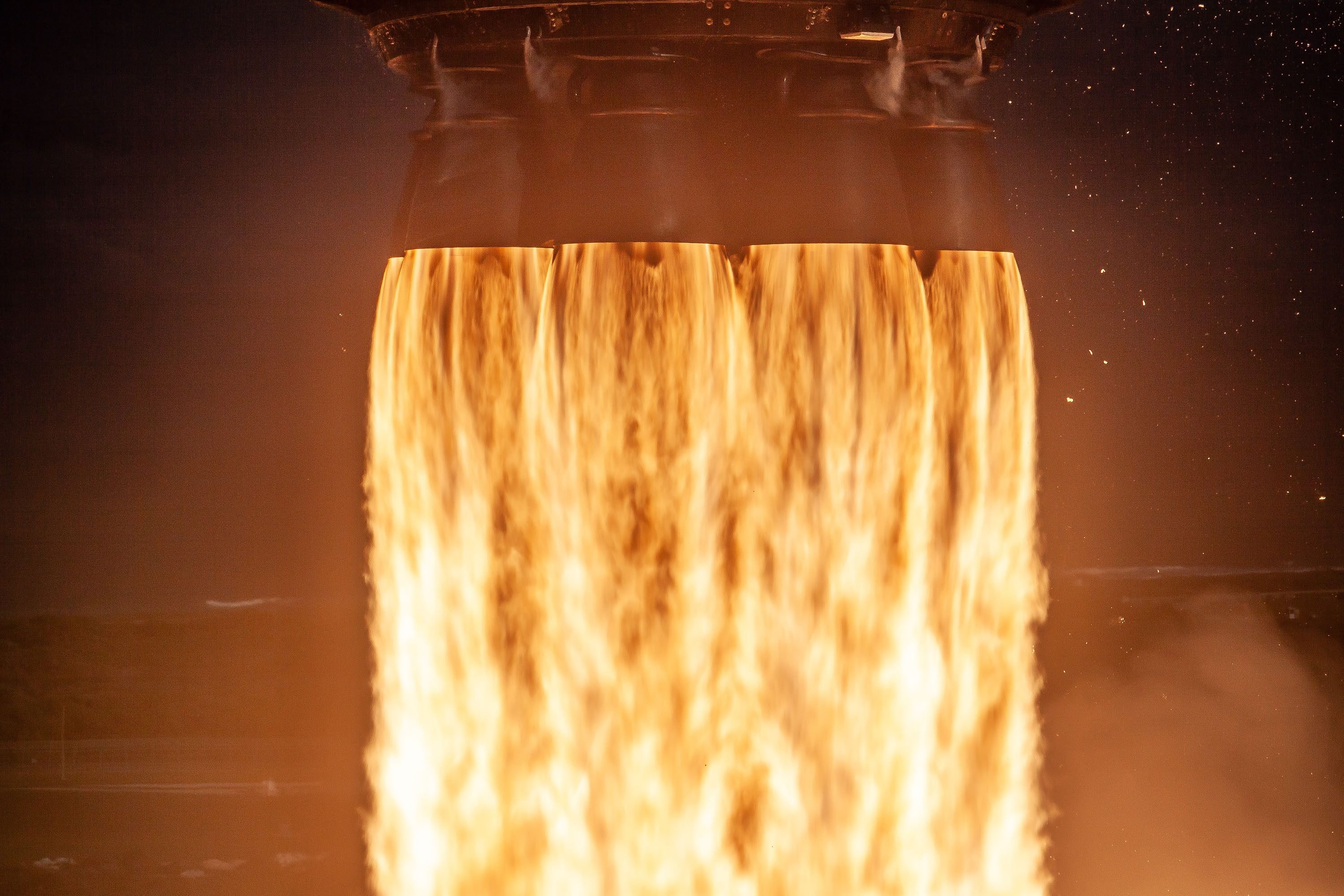
Витікання надзвукових струменів газу із сопел двигунів

Після успішного запуску ракети Falcon 9 Full Thrust, на якій був встановлений перший ступінь, що вже раніше запускався, Ілон Маск у квітні 2017 розповів, як буде ще вдосконалено ракету, і про деякі її майбутні характеристики.

Для збільшення маси корисного вантажу:
- на 7-8 % збільшена тяга двигунів (у порівнянні із Block 3);
- також усунено проблему розтріскування турбінного колеса у двигуні другого ступеня;
- покращена система керування польотом, шляхом оптимізації так званого «кута атаки» при посадці для кращого аеродинамічного ковзання. Це дозволяє знизити витрати пального;
- збільшився об'єм обтічника корисного вантажу. SpaceX також вдалося зробити його багаторазовим, шляхом упіймання його половинок за допомогою двох спеціальних кораблів під час спуску. Іноді їх неушкодженими виловлюють із води.[12]

Для швидшого відновлення та подальшого використання:
- на першому ступені застосоване спеціальне термопокриття PICA-X для уникнення руйнування від нагріву;
- теплове покриття, яке захищає двигуни, також стало багаторазовим,[13] а опорну їх конструкцію (octaweb) виготовлятимуть із титану;[8]
- решітчасті плавники (керма висоти) замість алюмінієвих роблять литими титановими;
- двигуни не приварюються до опорної конструкції, а прикручуються на болти;
- оновили структуру COPV (composite overwrapped pressure vessels) — композитних балонів для гелію. Це убезпечить їх від обмерзання рідким киснем та руйнування, як сталося у вересні 2016 року;
- посадкові опори можна складати, а не знімати їх під час транспортування ступеня в ангар після посадки;[12].

Ілон Маск повідомив, що за його оптимістичними очікуваннями, SpaceX незабаром зможе готувати перший ступінь до наступного запуску навіть за добу. Після кожного десятого запуску ймовірно потрібен буде ремонт.

## Запуски
Перший старт Block 5 відбувся 11 травня 2018 року із місією Bangabandhu-1 по запуску супутника для Бангладеш. Перший ступінь вдало посадили на плавучий океанічний майданчик ASDS «Of Course I Still Love You». Наступні пару місяців його розбиратимуть і розрізатимуть на частини, щоб підтвердити, що він дійсно зміг би ще літати без ремонту.
22 липня 2018 року під час другого запуску встановлено новий рекорд по підйому найважчого комерційного сателіта на ГПО — 7'075 кг.
3 грудня 2018 року було втретє запущено і вдало посаджено один і той самий перший ступінь.